# Dolores del Río
Nume spaniole: primul, numele de familie al tatălui : Asúnsolo, al doilea, numele de familie al mamei: López Negrete 

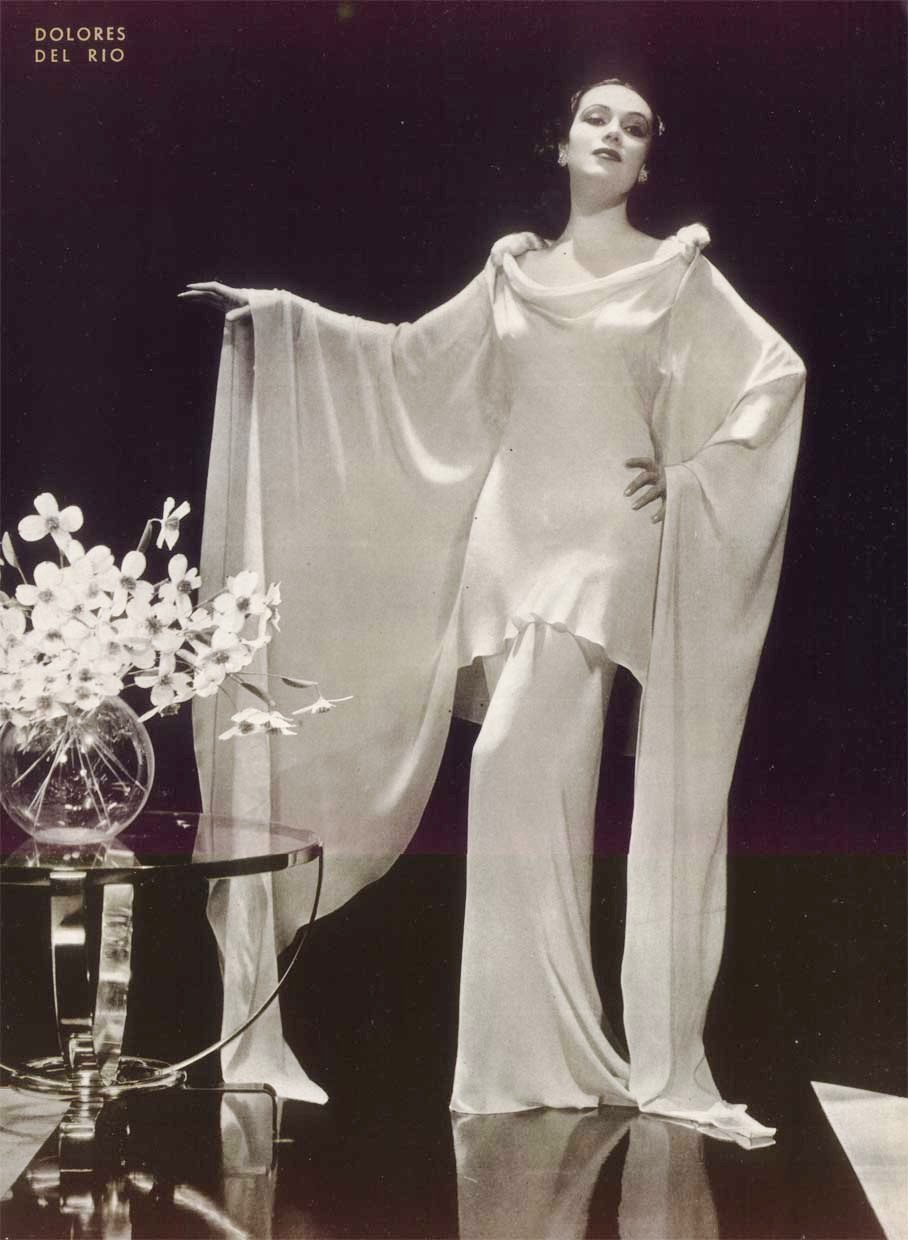
Dolores del Río

Maria de los Dolores Asúnsolo y López Negrete, cunoscută ca Dolores del Río, (n. 3 august 1904, Victoria de Durango, Mexic – d. 11 aprilie 1983, Newport Beach, California) a fost o actriță mexicană.

## Biografie
Dolores del Río s-a născut într-o familie distinsă mexicană. Unul din verii ei a fost actorul Ramon Novarro. După terminarea conservatoriului și școlii de balet din Mexico City a făcut un turneu în Europa, iar în 1925 a debutat în filmul la Joanna produs de studiourile din Hollywood. În anii următori devine o actriță cunoscută pe plan internațional, jucând alături de actori ca Raoul Walsh, Fred Astaire și Ginger Rogers. Dolores del Río era considerată o frumusețe exotică, ea a refuzat la început acceptarea unor roluri în filme sonore. Primul ei rol în filmul sonor "The Bad One" n-a fost încununat de succes, cea ce a făcut ca să nu mai joace câțiva ani. Abia în 1932 a acceptat să joace în filmele muzical de succes "Bird of Paradise" și "Flying Down to Rio". În ciuda accentului străin ea a mai jucat în filmul "Flying Down to Rio" în regia lui Orson Welles. Nemulțumită de rolurile oferite se reîntoace în Mexic unde are un succes răsunător ca primadonă în filmele lui Emilio Fernández.

## Filmografie selectivă
- 1933 Flying Down to Rio, regia Thornton Freeland
- 1934 Wonder Bar
- 1943 Floare de câmp (Flor silvestre), regia Emilio Fernández
- 1943 María Candelaria, regia Emilio Fernández
- 1947 Evadatul (The Fugitive), regia John Ford
- 1956 Torero, regia Carlos Velo
- 1959 La cucaracha, regia Ismael Rodríguez
- 1960 Flaming Star
- 1964 Toamna Cheyennilor (Cheyenne Autumn), regia John Ford
- 1967 C’era una volta, regia Francesco Rosi
- 1978 Copiii lui Sanchez (The Children of Sanchez), regia Hall Bartlett